# Берман, Луис
Луис Берман (англ. Louis Berman; 1908 — 9 сентября 1994, Филадельфия) — американский скрипач.
В 1927—1947 гг. играл в Кливлендском оркестре. В 1947—1954 гг. вторая скрипка Кёртисовского квартета. В дальнейшем играл в оркестре Балета Пенсильвании, на протяжении 20 лет преподавал в музыкальной школе в Джерментауне.
Брат Бермана Уильям Берман — известный в США альтист, профессор Оберлинского колледжа. Дочь Бермана Дебора Берман возглавляет Школу Колберна — консерваторию в Лос-Анджелесе.